# وريد عجزي ناصف
الوريد العجزي الناصف (أو الأوردة العجزية المنصفة) هي أوردة ترافق الشريان العجزي الناصف على طول السطح الأمامي للعجز، وتتحد لتكوّن وريد واحد ينتهي في الوريد الحرقفي الأصلي، وبعض الأحيان ينتهي في الزاوية التي يتحد فيها الوريدين الحرقفيين.

## وصلات خارجية
- median+sacral+vein في قاموس إي ميديسين